# 유니버시아드 힐스테이트
유니버시아드 힐스테이트(영어: UNIVERSIADE HILLSTATE)는 대한민국 광주광역시 서구 화정동에 위치한 대규모 아파트 단지다.
2015년 하계 유니버시아드 대회의 선수촌으로 사용하기 위해 화정주공아파트를 철거하고 새로 건립되었다.

## 구성
1단지는 763세대의 8개동, 2단지는 778세대의 7개동, 3단지는 2,185세대의 20개동으로 구성되어 있으며, 높이와 층수는 지상 28층~33층으로 구성되어 있다.
1단지
- 주소 : 광주광역시 서구 화정동 1611 (화운로 94)
- 세대수 : 763세대(총8개동)
- 층수 : 19층 ~ 33층
- 세대당주차대수 : 1.24대
- 면적 : 112Fm2, 112Bm2, 112Am2, 112Dm2
- 평형 : 34F평, 34B평, 34A평, 34D평
- 용적률 : 267%
- 건폐율 : 20%
- 난방 : 개별난방, 도시가스
- 배정학교 : 주월초등학교

2단지
- 주소 : 광주광역시 서구 화정동 1610 (화정로 211)
- 세대수 : 778세대(총7개동)
- 층수 : 18층 ~ 28층
- 세대당주차대수 : 1.21대
- 면적 : 113Am2, 113Cm2, 113Bm2, 113Em2, 113Fm2
- 용적률 : 267%
- 건폐율 : 19%
- 난방 : 개별난방, 도시가스
- 배정학교 : 주월초등학교

3단지
- 주소 : 광주광역시 서구 화정동 1612 (화운로 24)
- 세대수 : 2,185세대(총20개동)
- 층수 : 15층 ~ 33층
- 세대당주차대수 : 1.21대
- 면적 : 84Bm2, 84Am2, 112Am2, 112Cm2, 112Bm2, 112Dm2, 112Gm2, 132Am2, 132Bm2
- 용적률 : 269%
- 건폐율 : 18%
- 난방 : 개별난방, 도시가스
- 배정학교 : 주월초등학교

## 같이 보기
- 광주광역시의 마천루 목록